# 乔蒂萨德里
乔蒂萨德里（Chhoti Sadri），是印度拉贾斯坦邦Chittaurgarh县的一个城镇。总人口16602（2001年）。

## 人口
该地2001年总人口16602人，其中男性8505人，女性8097人；0—6岁人口2396人，其中男1281人，女1115人；识字率70.05%，其中男性为79.82%，女性为59.78%。